# Fortsetzungssatz von Lavrentieff
Der Fortsetzungssatz von Lavrentieff ist ein Lehrsatz aus dem mathematischen Teilgebiet der Topologie, welcher auf den russischen Mathematiker Michail Lavrentieff zurückgeht. Er ist mit dem  Satz von Mazurkiewicz verwandt und behandelt eine Fortsetzungseigenschaft vollständiger metrischer Räume.

## Formulierung des Satzes
Gegeben seien vollständige metrische Räume {\displaystyle X} und  {\displaystyle Y} und darin Unterräume {\displaystyle A\subseteq X} und {\displaystyle B\subseteq Y}  sowie ein Homöomorphismus {\displaystyle h\colon A\rightarrow B} . Dann gilt:
Es existieren {\displaystyle G_{\delta }}-Mengen
{\displaystyle A^{*}\subseteq X} und {\displaystyle B^{*}\subseteq Y}
mit
{\displaystyle A\subseteq A^{*}\subseteq {\overline {A}}} und {\displaystyle B\subseteq B^{*}\subseteq {\overline {B}}}
und dazu ein Homöomorphismus
{\displaystyle h^{*}\colon A^{*}\rightarrow B^{*}} ,
welcher eine stetige Fortsetzung von  {\displaystyle h\colon A\rightarrow B} darstellt.